# Cimicodes nigroliturata
Cimicodes nigroliturata är en fjärilsart som beskrevs av Achille Guenée 1858. Cimicodes nigroliturata ingår i släktet Cimicodes och familjen mätare. Inga underarter finns listade i Catalogue of Life.